# Газли
Газли́ (узб. Gazli / Газли) — город в Ромитанском районе Бухарской области Узбекистана с населением 12 268 человек. Расположен в южной части пустыни Кызылкум в 85 км северо-западнее Бухары.
Посёлок основан в 1956 году как один из центров добычи природного газа. Разведанные запасы газа Газлинского месторождения — около 500 млрд м³.
22 марта 1958 года Газли получил статус рабочего посёлка.
Был практически полностью разрушен серией сильнейших землетрясений 17 мая 1976 года в 7 часов 58 минут 33 секунды по местному времени. Население было предупреждено сейсмологами и предварительным землетрясением 8 апреля, поэтому больших жертв удалось избежать (большая часть населения с 8 апреля жила в палаточном лагере). Магнитуда этих землетрясений (по шкале Рихтера) составила соответственно М=7.0 и М=7.3. Сейсмический эффект в эпицентре достиг 9-10 баллов по 12-балльной шкале сейсмической интенсивности. Очаговая область этих землетрясений располагалась на глубине 20—25 км. Следующий сильный подземный толчок с магнитудой М=7.2 возник 20 марта 1984 году в том же очаге, сместившись немного к западу; в поселке вновь произошли значительные разрушения зданий и сооружений. Трёхкратное повторение землетрясений с магнитудой более 7 в течение 8 лет — редкий случай в мировой сейсмологической практике.
Имеются предположения о техногенном характере газлийских землетрясений, причинами которых могла стать бесконтрольная разработка газового месторождения в районе Газли, создавшая огромное поле дополнительных напряжений в земной коре. До 1976 года район Газли относился к району 4-балльных землетрясений (по 12-балльной шкале).
В 1977 году Газли получил статус города.